# زمان طلایی (مجموعه تلویزیونی)
زمان طلایی (انگلیسی: Golden Time; کره‌ای: 골든타임) یک مجموعه تلویزیونی کره جنوبی سال ۲۰۱۲ با بازی لی سون کیون، هوانگ جونگ اوم، لی سونگ مین و سونگ سون می است. این مجموعه از ۹ ژوئیه تا ۲۵ سپتامبر ۲۰۱۲، روزهای دوشنبه و سه‌شنبه ساعت ۲۱:۵۵ (کی‌اس‌تی) از ام‌بی‌سی برای ۲۳ قسمت پخش شد.
در طب اورژانس، «زمان طلایی» یا «ساعت طلایی» به دورهٔ زمانی حداکثر یک ساعته یا کمتر در پی یک آسیب تروماتیک اشاره دارد که در طول این بازهٔ زمانی بیشترین احتمال درمان پزشکی و جلوگیری از مرگ وجود دارد و شانس زنده ماندن بیمار به بیشترین میزان ممکن خواهد بود.

## بازیگران

### اصلی
- لی سون کیون در نقش لی مین وو[۶]
- هوانگ جونگ اوم در نقش کانگ جه این[۷][۸][۹]
- لی سونگ مین در نقش چوی این هیوک
- سونگ سون می در نقش پرستار کهنه‌کار شین اون آه